# 丁惟汾
丁 惟汾（てい いふん）は清末、中華民国（台湾）の革命家・政治家・教育者・古典学者。中国同盟会以来の古参の革命派人士で、中国国民党でも元老と目された。字は鼎丞。

## 事跡

### 清末民初の活動
保定師範学校を卒業し、1904年（光緒30年）に日本へ留学する。明治大学で法律を学び、翌1905年に中国同盟会に加入した。あわせて山東省支部の長となり、東京で革命派の機関紙『晨鐘』を刊行している。1907年（光緒33年）に帰国し、済南に山東公学、煙台に東牟公学、青島に震旦公学をそれぞれ創設した。
1911年（宣統3年）10月、辛亥革命が勃発すると、丁惟汾は革命派を率いて蜂起し、済南に山東各界聯合総会を樹立する。これにより、いったんは山東巡撫孫宝琦に清朝からの独立を宣言せしめたが、まもなく孫は撤回してしまう。そのため丁は上海の黄興を訪問してその支援を受け、胡瑛と共に煙台で再度蜂起した。
中華民国成立後の1912年（民国元年）、丁惟汾は国民党山東省党部理事となり、さらに臨時省議会議員、山東法政専門学校校長も務めた。翌年、衆議院議員に選出されたが、第二革命（二次革命）勃発を受けて故郷に戻り、密かに革命派支援を行っている。1915年（民国4年）に袁世凱が皇帝即位を図ると、丁は上海に逃れて反袁運動を展開している。

### 中国国民党草創期の活動
1916年（民国5年）6月の袁世凱死後に、いったんは丁惟汾も衆議院議員として復帰した。しかし翌1917年（民国6年）、孫文（孫中山）が護法運動を開始したため、広州へ赴いてこれに合流している。1920年（民国9年）秋、上海において北方の中国国民党党員との連絡事務に従事し、さらに山東支部長を兼任した。1922年（民国11年）、孫の指示もあっていったん北京政府の衆議院議員に復帰する。同年9月、上海の国民党会議に出席し、孫が指示する党改組の意向に沿った党綱と総章の起草に丁も参加した。翌1923年（民国12年）、丁は北京で北京執行部を秘密裏に開設し、党勢拡大を図っている。また、同年に青島で膠澳中学を創設した。
1924年（民国13年）1月、丁惟汾は国民党第1期中央執行委員に選出され、翌月には党北京執行部党務主任兼北京分会委員となる。翌年3月に孫文が死去して後、丁は党会議の冒頭で孫の遺嘱を朗読することを提案し、これが党会議の慣例となった。1926年（民国15年）1月、第2期中央執行委員に再選され、党青年部部長に任ぜられる。1927年（民国16年）4月、張作霖が北京執行部等の国民党や中国共産党の機関を急遽摘発し、これにより李大釗らが逮捕された。この時、丁は偶然にも北京執行部に滞在しておらず、辛うじて危地を逃れた。
1927年（民国16年）秋、丁惟汾は中央党務学校校務委員会委員に任ぜられ、党員の訓練・育成事務に携わる。翌1928年（民国17年）2月、党2期4中全会で中央執行委員会常務委員・中央政治会議委員・訓練部部長・宣伝部部長代理の要職に就いた。この時、陳果夫と共に中央党部改組案を提出し、蔣介石の権力強化と汪兆銘（汪精衛）の排除を目論む。また、これ以降、丁はCC派寄りの人物と目されるようになった。1929年（民国18年）3月、引き続き第3期でも中央執行委員に選ばれ、中央党務学校を改組した中央政治学校で教育長となっている。

### 晩年
1931年（民国20年）6月、丁惟汾は国民政府委員に任ぜられ、さらに国民党中央党部秘書長代理を一時的に務めた。同年12月、監察院副院長に任ぜられ、1935年（民国24年）12月まで務めている。同年11月、党第5期中央執行委員会常務委員に選出された。翌年12月、西安事変が勃発すると、張学良・楊虎城の討伐を主張している。日中戦争（抗日戦争）勃発後は国防最高委員会委員、中央撫恤委員会主任委員に任ぜられ、戦間期の社会保障事務を取り仕切った。1945年（民国34年）5月、党第6期中央執行委員会常務委員に再選される。
戦後、丁惟汾は制憲国民大会代表に選出され、1947年（民国36年）10月、国民政府委員に復帰している。同年、監察院監察委員、党中央評議委員、総統府資政などになる。国共内戦末期に台湾へ逃れ、引き続きこれらの職を務めた。
1954年（民国43年）5月12日、脳溢血により台北にて病没。享年81（満79歳）。丁惟汾は詩経・音韻学等の古典学者としても知られ、『毛詩韻律』、『毛詩解故』、『方言訳』等の著書を遺している。